# Амоларо (Венеција)
Амоларо (итал. Amolaro) је насеље у Италији у округу Венеција, региону Венето.
Према процени из 2011. у насељу је живело 76 становника. Насеље се налази на надморској висини од 2 м.